# Het woedende water en Aarde in vlammen
Het woedende water en Aarde in vlammen is het tweede stripalbum uit de Ravian-reeks. Het album is getekend door Jean-Claude Mézières met scenario van Pierre Christin.

## De verhalen
Xombul, de gevaarlijkste gevangene van Galaxity, is gevlogen. Hij wil zich tot dictator van de hele Melkweg opwerken. Met een tijd-ruimte machine, die hij op zijn vlucht gestolen heeft, kan hij zich vrij bewegen in de geschiedenis. Ravian en Laureline volgen Xombul met hulp van de Tijd-ruimte dienst tot in het New York van het jaar 1986: een ruïnestad die door een waterstofbommenexplosie grotendeels verwoest is, zodat er nog weinig overlevenden zijn.